# Рапий, Роман Константинович
Роман Константинович Рапий (7 сентября 1936, Моршин, Станиславовское воеводство — 3 марта 1998) — украинский деятель, начальник Ахтырского нефтегазодобывающего управления Сумской области. Народный депутат Украины 1-го созыва.

## Биография
Родился в крестьянской семье. Работал рабочим.
Окончил Львовский политехнический институт, горный инженер.
Член КПСС.
Работал начальником управления буровых работ. С середины 1980-х годов — начальник Ахтырского нефтегазодобывающего управления Сумской области, генеральный директор предприятия «Охтирськанафтогаз» Сумской области.
18 марта 1990 избран народным депутатом Украины, 2-й тур 66,27 % 7 претендентов. Член Комиссии ВР Украины по иностранным делам.
Погиб 3 марта 1998 года.

## Награды
- орден Октябрьской Революции
- орден Трудового Красного Знамени
- медаль «За доблестный труд»
- почетный гражданин города Ахтырки (1998, посмертно)